# Chaetogonopteron marronense
Chaetogonopteron marronense är en tvåvingeart som beskrevs av Henk J.G. Meuffels och Patrick Grootaert 2007. Chaetogonopteron marronense ingår i släktet Chaetogonopteron och familjen styltflugor.
Artens utbredningsområde är Seychellerna. Inga underarter finns listade i Catalogue of Life.